# 킬리만자로의 눈 (단편 소설)
〈킬리만자로의 눈〉(The Snows of Kilimanjaro)은 미국의 작가 어니스트 헤밍웨이가 1936년 8월 《에스콰이어》에 처음 발표한 단편 소설이다. 이후 1938년 단편집 《제5열과 첫 번째 마흔아홉 개의 단편들》, 1961년 《킬리만자로의 눈》, 1987년  《어니스트 헤밍웨이의 단편 전집》에 재수록 되었다. 죽음에 대한 헤밍웨이의 인식이 잘 나타나 있는 작품 중 하나이다.

## 줄거리
이야기는 아프리카에서 가장 높은 산인 킬리만자로산에 대해 설명하며 시작한다. 마사이족은 산의 서쪽 정상을 ‘신의 집’이라 부른다. 정상 부근에는 바짝 말라 얼어붙은 표범의 사체가 놓여 있는데, 아무도 왜 그곳에 그것이 있는지 알지 못한다.
주인공인 해리(Harry)는 헬렌(Helen)과 함께 아프리카의 사파리에서 머무르다 오른쪽 무릎에 가시에 찔려 감염되고 결국 괴저에 걸리게 된다. 해리는 이후 통증을 더 이상 느낄 수 없었고, 공포도 사라졌다. 상태는 급속도로 나빠지고, 야전침대에 누운 채 죽음에 가까워지는 해리는 자신의 경험 중 일부를 의식의 흐름에 따라 회상하며 성찰한다. 작가인 해리는 자신이 계획했던 글을 쓸 시간이 없다는 사실을 후회한다. 헬렌은 사파리로 온 것을 후회하고, 해리는 헬렌을 사랑한 적이 없다고 선언하며 돈이 많은 헬렌과 그녀의 생활에 대해 조롱하며 나쁜 말을 한다.
날이 밝자 해리는 비행기 소리를 들었다. 해리는 조종사 콤프턴(Compton)과 농담을 주고 받으며 비행기에 탑승한다. 킬리만자로산 서쪽 정상으로 향하던 중 해리는 전설적인 표범 한 마리를 보게 된다. 해리는 곧 자신이 탄 비행기가 죽음을 의미한다는 사실을 깨닫는다. 바로 그 때 하이에나는 사람처럼 우는 이상한 소리를 내기 시작했다. 밤 중 하이에나의 울음소리를 듣고 잠에서 깨어난 헬렌은 잠든 사이 다리를 밑으로 늘어뜨린채 죽은 해리를 발견한다.

## 영화화
이 소설은 1952년 동명의 영화로 제작되었다. 헨리 킹이 감독하였으며, 그레고리 펙, 수전 헤이워드, 에바 가드너 등이 출연하였다.